# 세계일주 항공권

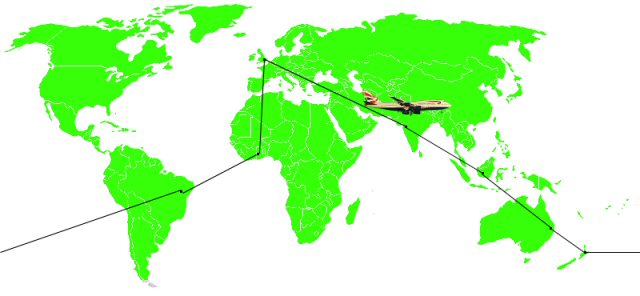
세계일주 항공권(RTW)을 사용하여 세계를 일주하는 예.

세계일주 항공권(世界一周航空券, 영어: Round-the-world ticket)은 출발지가 되는 공항에서 떠나 지구를 일주하고 다시 출발지로 돌아가기까지 여러 장의 항공권을 세트로 판매하는 것을 말한다.

## 같이 보기
- 상용고객 우대제도